# Cuticule (champignon)
Pour les articles homonymes, voir Cuticule.

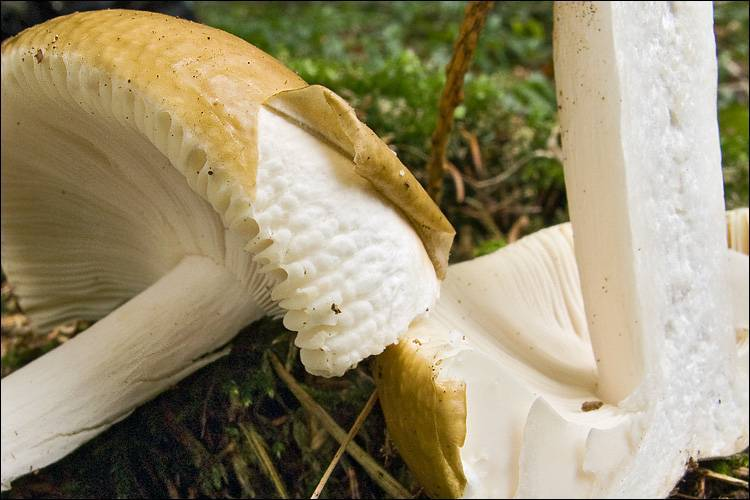
La cuticule de Russula mustelina se détache facilement de la chair de l'hyménophore.

En mycologie, la cuticule (du latin cuticula, petite peau) est la mince peau recouvrant le chapeau du sporophore, ou plus précisément l'hyménophore.  La cuticule protège la chair du chapeau sur la face opposée à l'hyménium. On trouve donc la cuticule sur le dessus du chapeau mais elle peut aussi se retrouver en dessous pour les champignons cupuliformes comme les pézizes.
La cuticule est formée d'hyphes différenciés de ceux de la chair et peut concerner des couches monocellulaires ou pluricellulaires, ce dernier cas étant le plus fréquent. Elle peut présenter de nombreux aspects différents.

## Principaux rôles
Les rôles de la cuticule chez les champignons sont : la protection mécanique de l'hyménophore ; la protection contre la déshydratation ; la modification de la forme chez les champignons hygrophanes, l'adaptation morphologique par une forme d'appel mimétique, par des couleurs différentes par exemple chez le genre Russula et parfois la protection de l'hyménium quand il n'y a pas de chair dans l'hyménophore, comme dans le genre Parasola. Elle limite probablement l'évapotranspiration.

## Utilisation
Autrefois la cuticule de Piptoporus betulinus (polypore ou unguline du bouleau) était utilisée comme un cuir à rasoir par les coiffeurs. Elle fut aussi employée par les bijoutiers pour aiguiser les outils ou polir les métaux précieux.

## Morphologie de la cuticule
La cuticule est adnée ou parfois partiellement détachable comme dans les spécimens vieux du genre Boletus ou chez Russula emetica ; elle peut être fine ou plus ou épaisse, voire coriace, caoutchouteuse et élastique comme chez Russula crassotunicata.

### Adhérence au toucher
La cuticule peut être sèche, humide ou plus ou moins visqueuse. Selon le degré d'adhérence qu'elle présente, la cuticule est dite :
- lubrifiée lorsqu'elle offre un contact gras sans adhérer au doigt ;
- visciduleuse ou viscidule lorsqu'elle est légèrement ou faiblement visqueuse ou le devient avec l'humidité, par exemple chez Galerina viscida (galérine viscidule) et certains bolets, comme Suillus luteus ;
- glutineuse si elle est à la fois visqueuse et mucilagineuse (consistance de la gélatine), collante ou poisseuse comme le gluten.

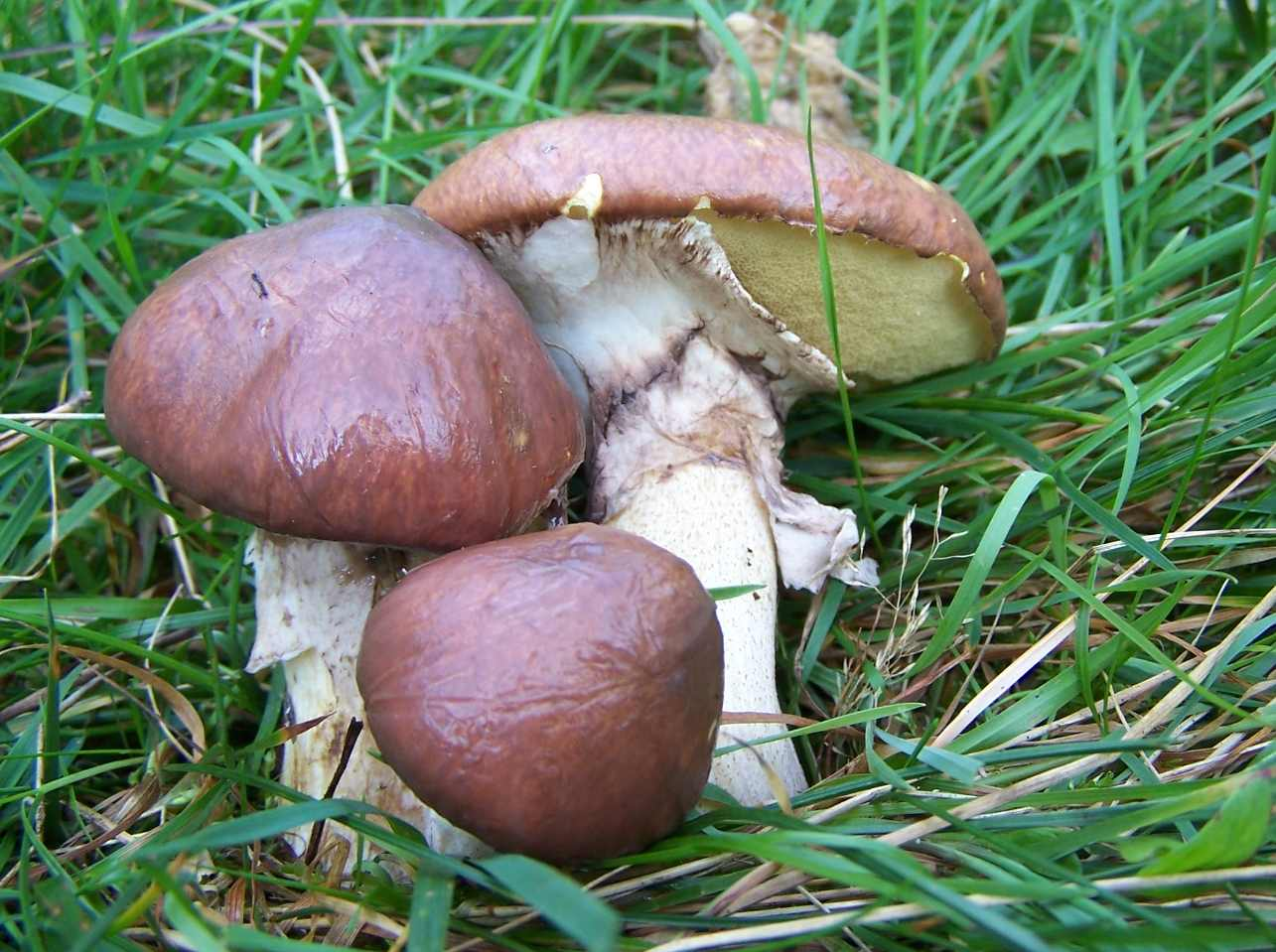
Cuticule viscidule (Suillus luteus)
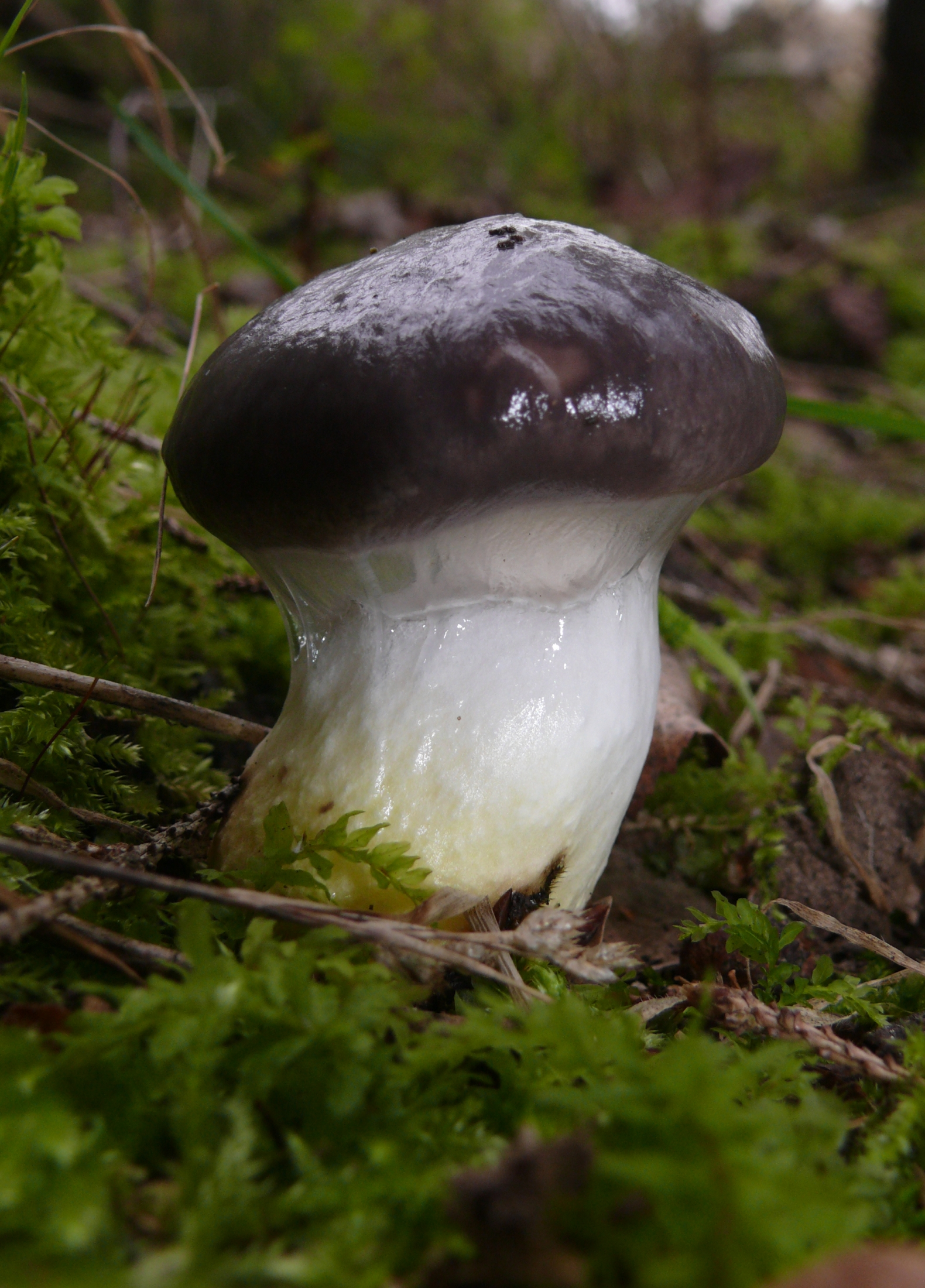
Cuticule glutineuse (Gomphidius glutinosus)
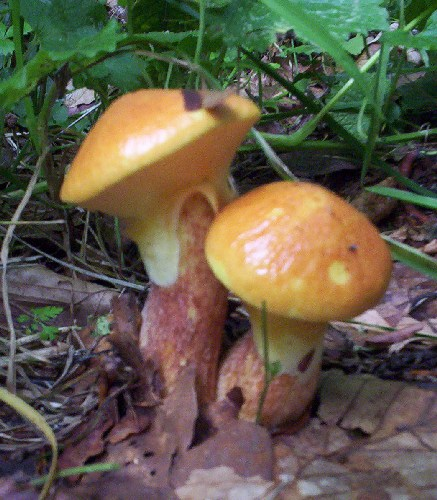
Cuticule glutineuse (Suillus grevillei)

En présence d'humidité la cuticule de certains chapeaux devient glutineuse comme chez les genres Leccinum ou Suillus. Vieux et humides, certains bolets, comme Boletus badius présentent un chapeau de cette consistance, le stipe (pied) restant fibreux. Ce caractère s'observe aussi sans le genre Gomphidius et chez certaines espèces du genre Limacella.

### Ornementation
La surface de la cuticule peut être lisse ou plus ou moins ornementée. De multiples adjectifs sont utilisés pour décrire les différents aspects qu'elle présente. De nombreux ouvrages d'identification des champignons proposent un glossaire explicitant ces termes et leur signification spécifique en mycologie,.
- Pruineuse, recouverte de pruine, fine poudre pigmentée qui lui confère un aspect givré ou poussiéreux, produite par les articles terminaux des hyphes[8].
Exemples : Clitopilus prunulus jeune, Boletus pruinatus, Cantharellus subpruinosus, ou encore Conocybe tenera.
- Micacée, pailletée brillante ou scintillante comme le mica, comme couverte de rosée[9]. Cet effet est dû à la présence de minuscules écailles brillantes sur le champignon à l'état jeune.
Exemple : le coprin micacé, Coprinus micaceus.
- Furfuracée, recouverte ou composée de petites squames poudreuses, souvent blanches, lui donnant un aspect farineux.
Exemple : Cystoderma amianthinum.
- Tesselée, avec des motifs en damier. Lorsque ces motifs sont formés par de fines craquelures, la cuticule est dite aréolée.
- Imbriquée
- Floconneuse, feutrée comme un flocon ; une cuticule flocculeuse est faiblement floconneuse. Elle peut se confondre avec une cuticule imbriquée, excoriée, ou encore floconneuse.
- Méchuleuse, garnie de nombreuses petites mèches appelées méchules. Le stipe peut également être méchuleux.
Exemples : Hygrocybe turunda, Inocybe hystrix et certaines espèces des genres Lactarius, Crepidotus, Coprinus et Coprinopsis.
- Tomenteuse, recouverte d'un duvet de poils fins donnant une impression feutrée. Lorsque le duvet n'est présent que sur la cuticule et pas sur la marge du chapeau, on parle parfois de subtomenteux. 
Exemples : Phellodon tomentosus, Lactarius subtomentosus, Inonotus tomentosus, Boletus subtomentosus, Xerocomus subtomentosus, Suillus tomentosus, Chroogomphus tomentosus.
- Échinulée, hérissée de petites épines ou de petits tubercules.
Exemples : Lycogala flavofuscum, Calvatia excipuliformis, Phaeomarasmius erinaceus, Amanita onusta et Amanita daucipes.
La marge du chapeau, le stipe (pied) et les spores et peuvent également être échinulés.
- Fibrilleuse
- Squameuse
- Excoriée, d'aspect semblable à de la peau écorchée.
- Duveteuse
- Canescente, recouverte d'un fin duvet ou d'une pruine qui lui donne un aspect blanchâtre.
- Guttulée, avec des petites taches, parfois colorées, en forme de gouttes.
- Pectinée, qui présente une surface « peignée ».
Exemples : genres Mycena et Parasola.
La marge du sporophore peut également être pectinée, dans ce cas on la dit parfois striée. Exemples : genre Amanita, sous-sections Vaginae et Ceasarae, particulièrement chez celle qui ne sont pas floconeuses, comme Amanita caesarea, Amanita vaginata, Amanita jacksonii, Amanita xanthocephala.

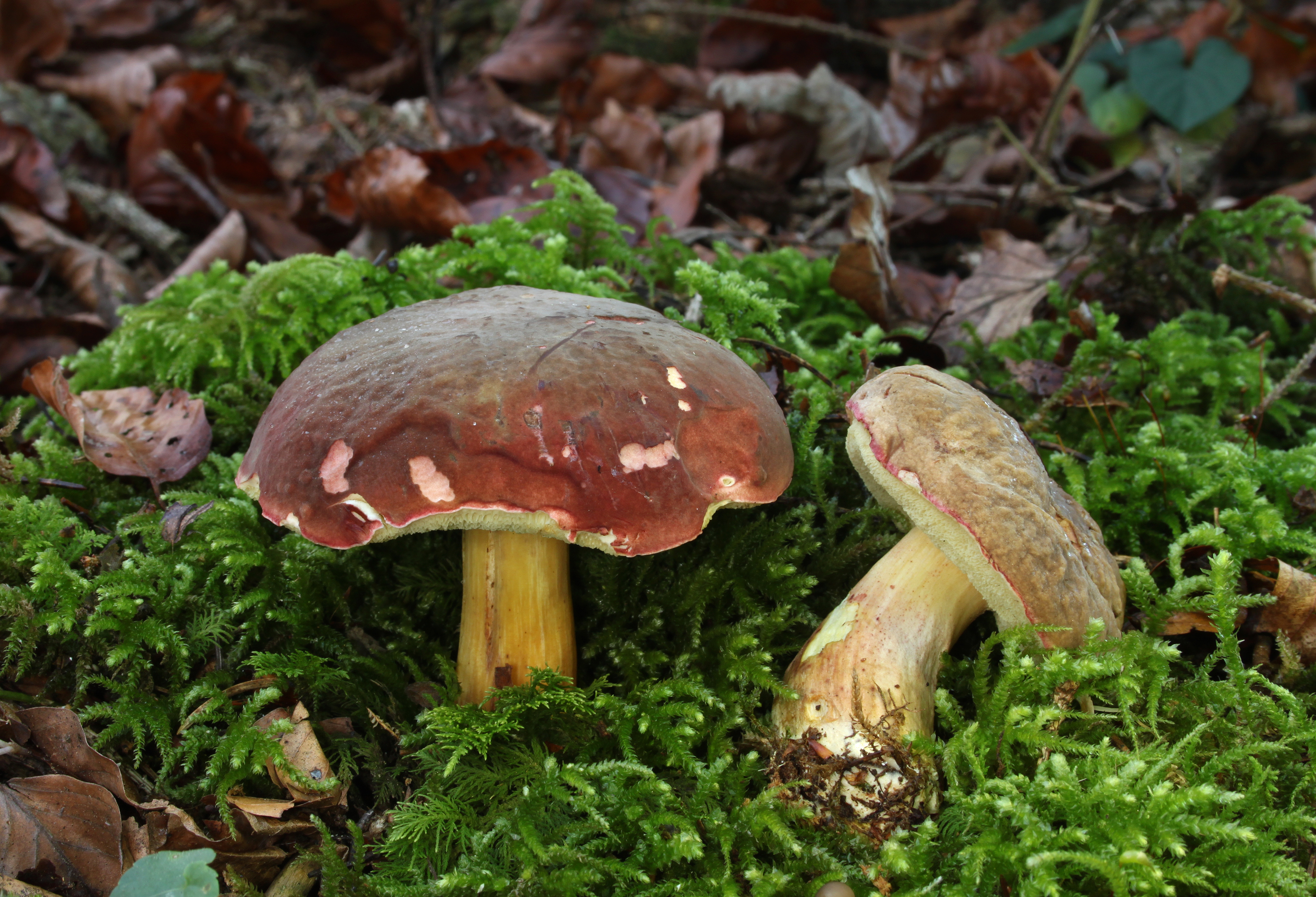
Cuticule pruineuse (Boletus pruinatus)
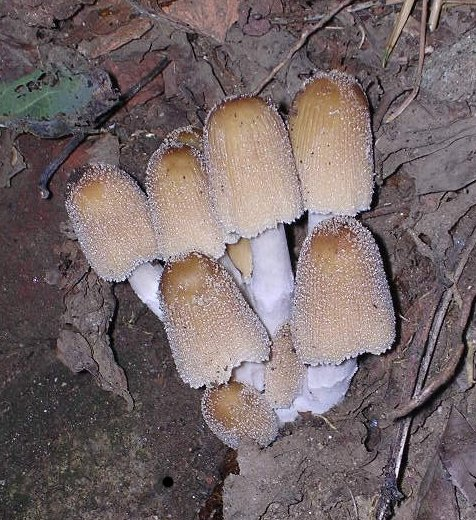
Cuticule micacée (Coprinus micaceus)
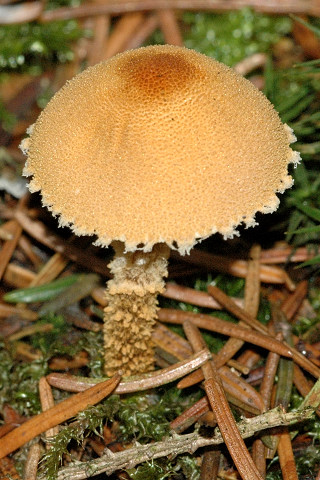
Cuticule furfuracée (Cystoderma amianthinum)
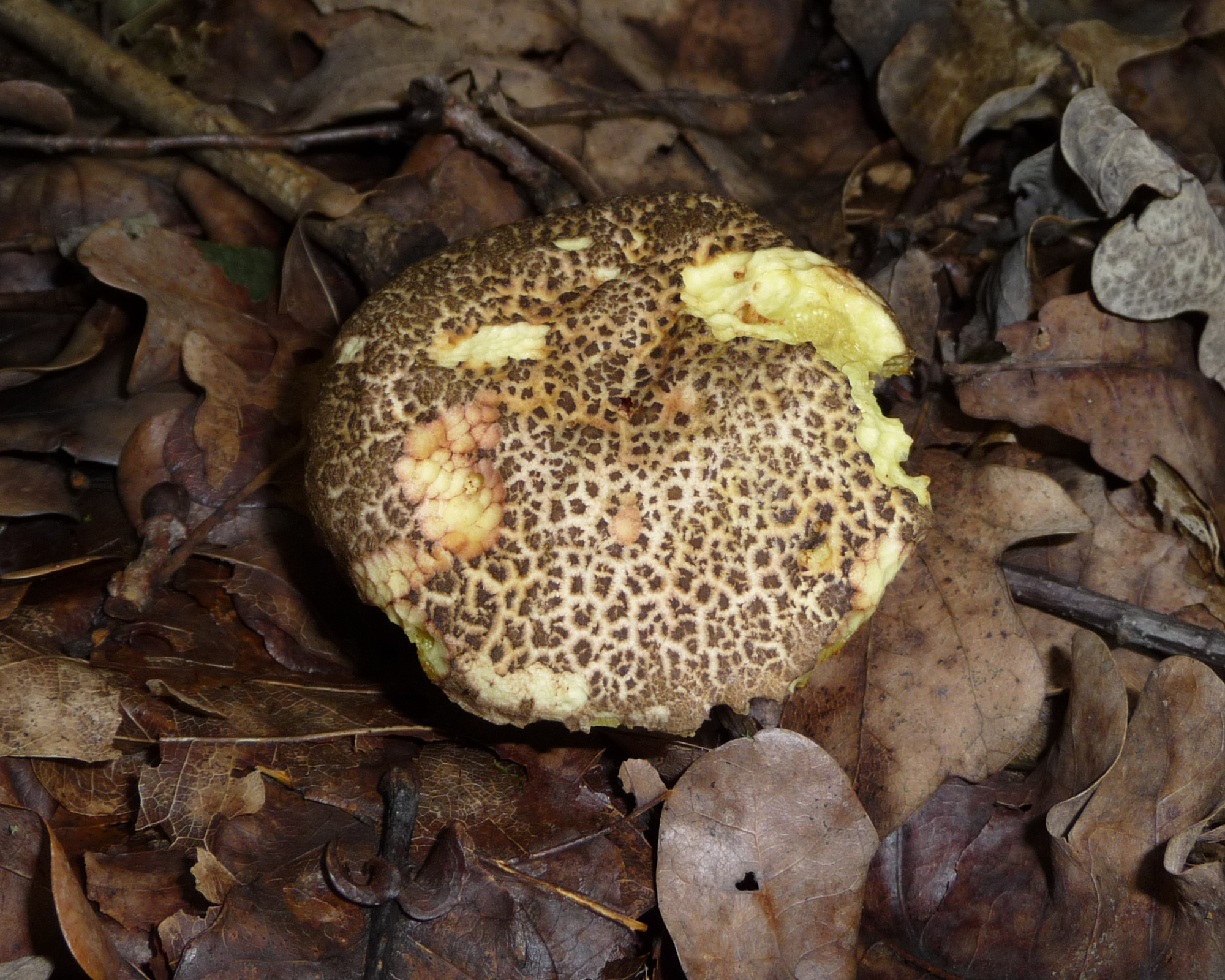
Cuticule tesselée (Xerocomus chrysenteron)
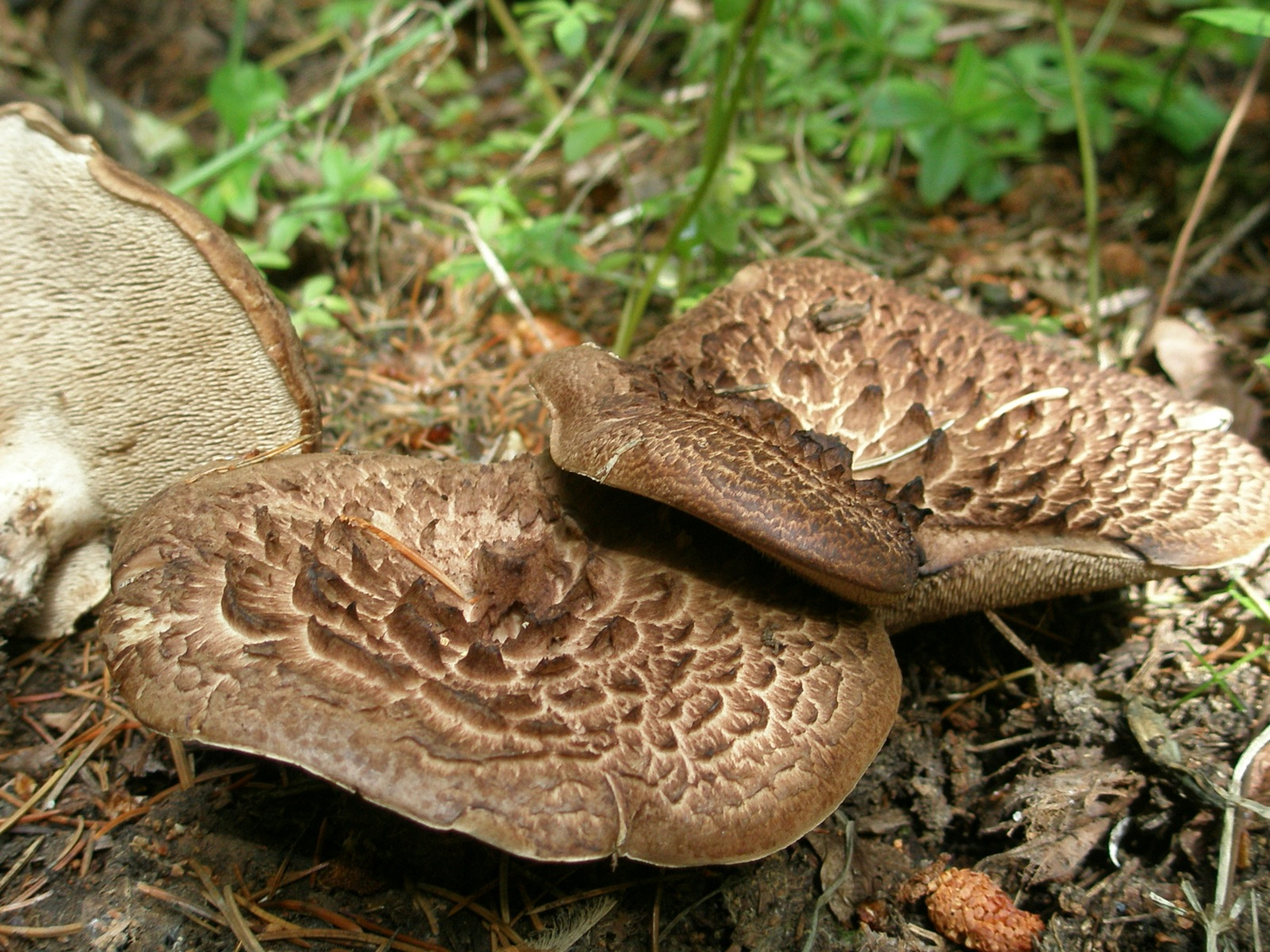
Cuticule imbriquée (Sarcodon imbricatus)
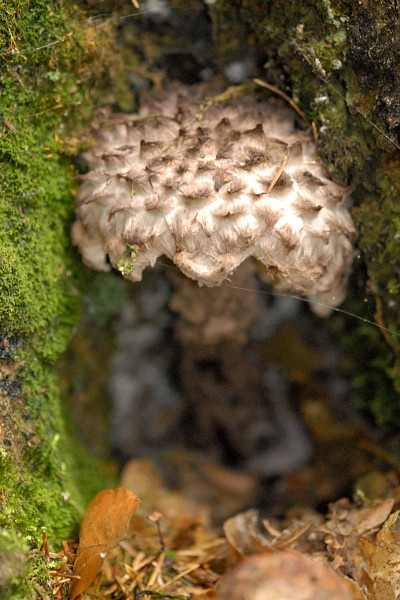
Cuticule floconneuse (Strobilomyces strobilaceus)
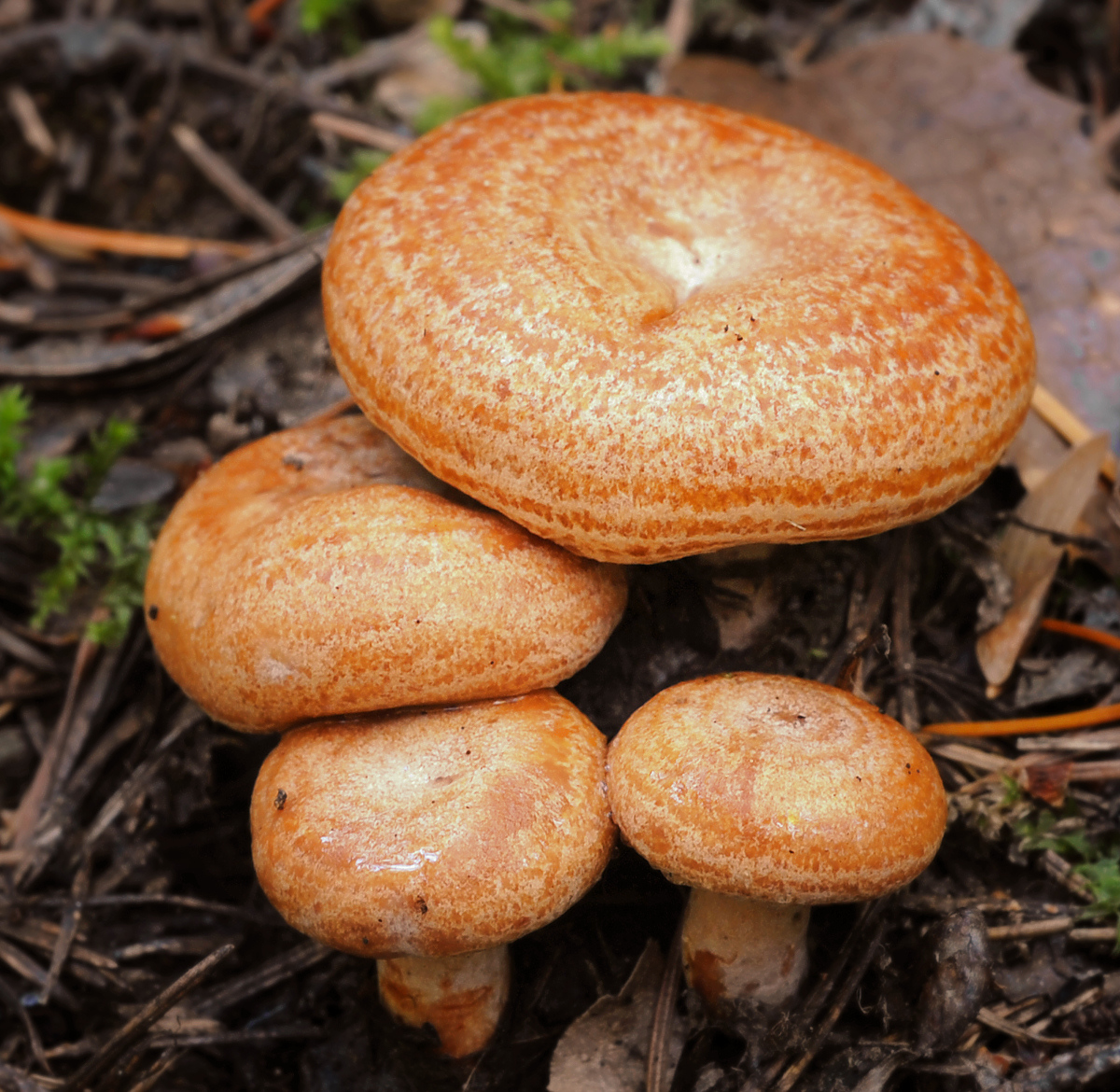
Cuticule méchuleuse (Lactarius deliciosus)
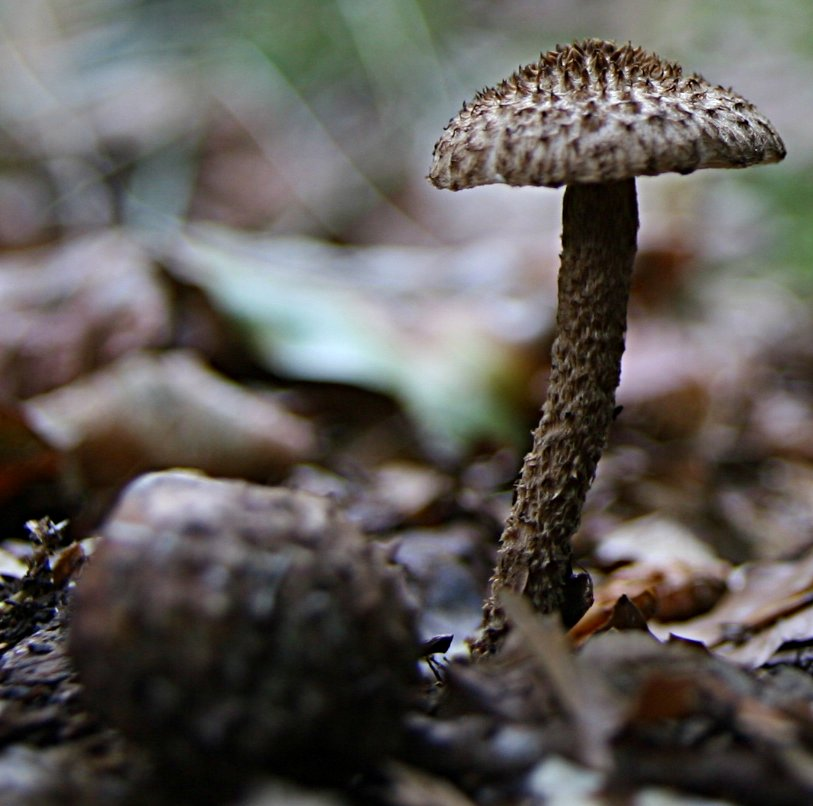
Cuticule et pied méchuleux (Inocybe hystrix)
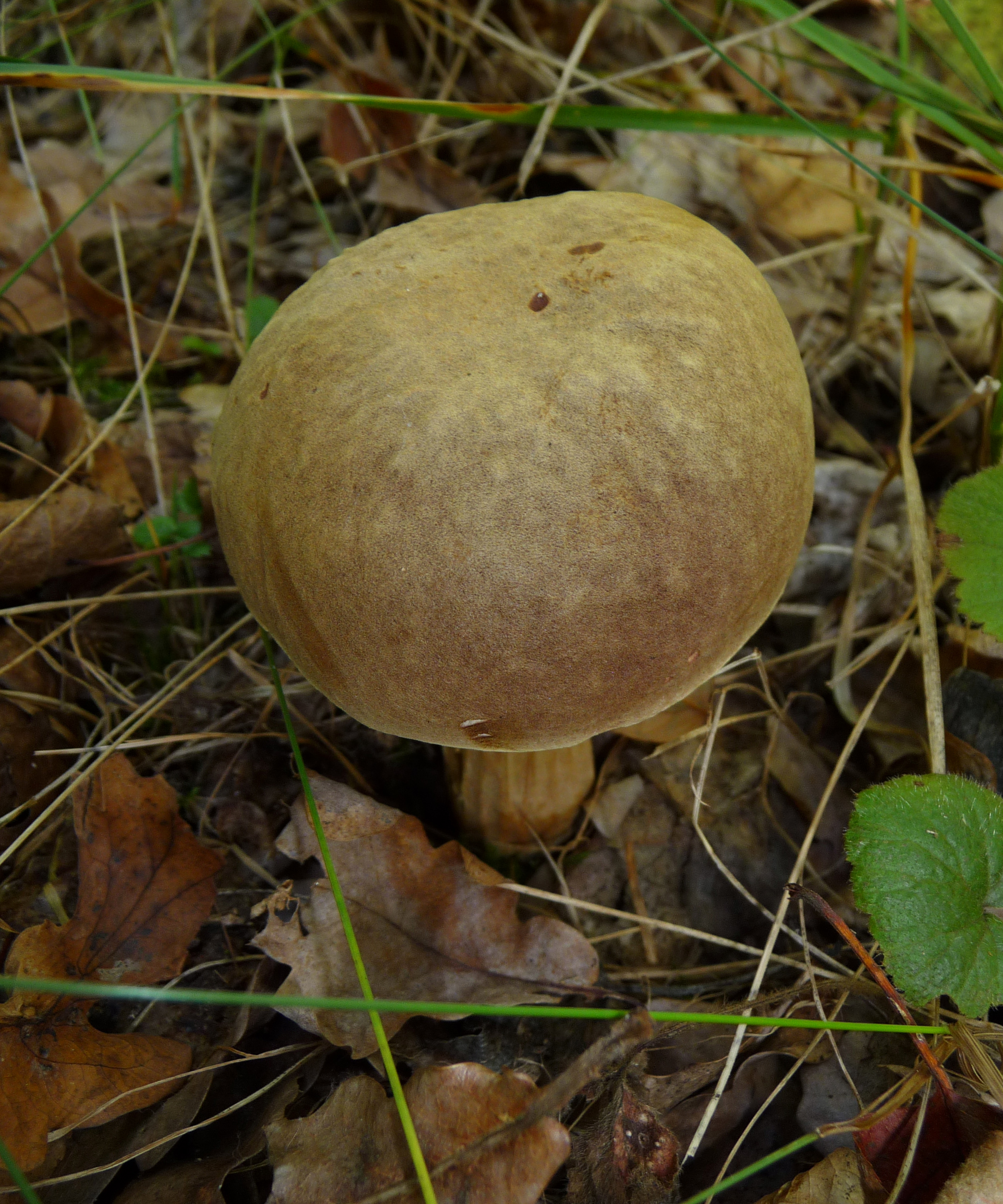
Cuticule tomenteuse (Xerocomus subtomentosus)
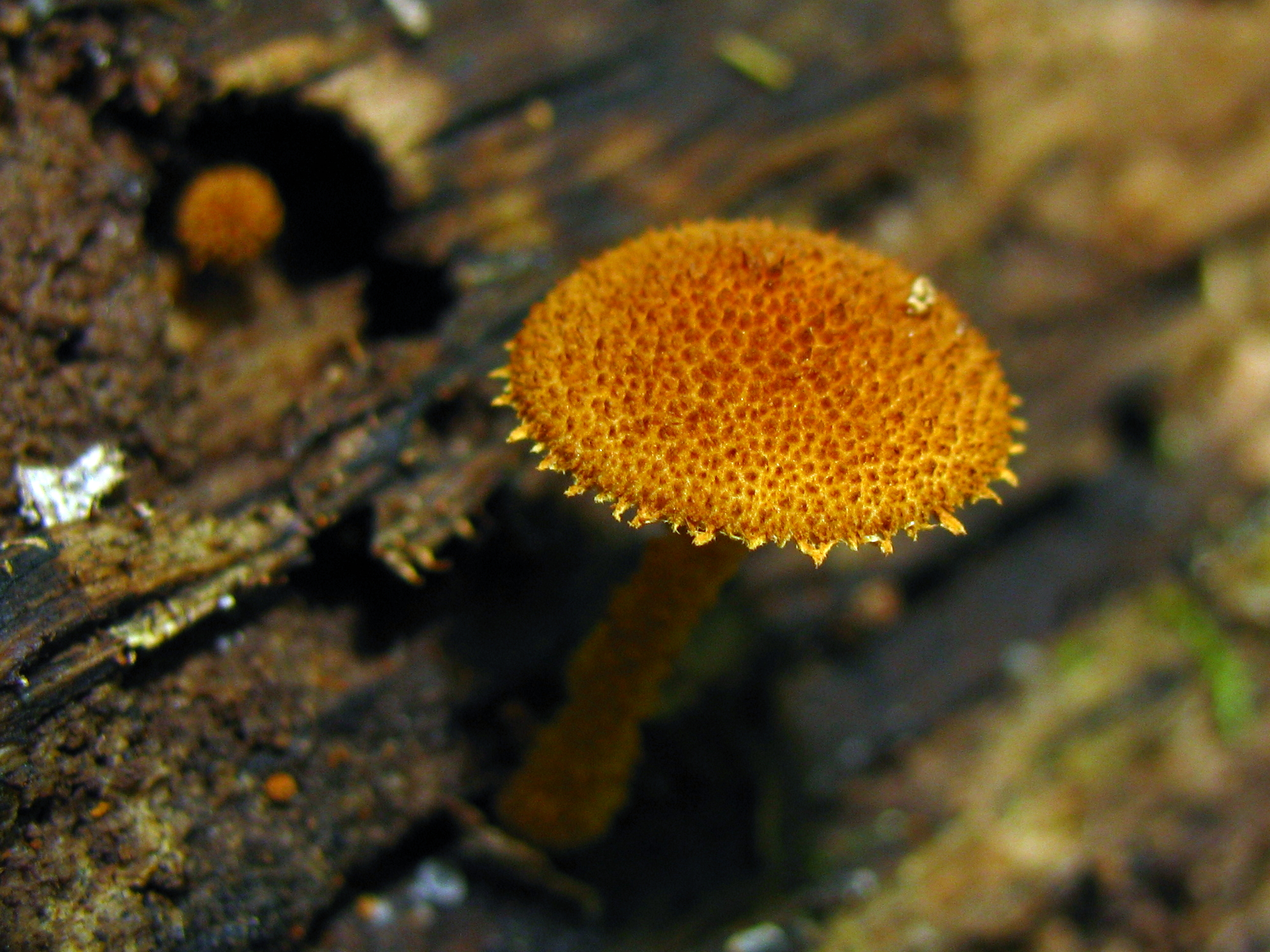
Cuticule et marge échinulées (Phaeomarasmius erinaceus)
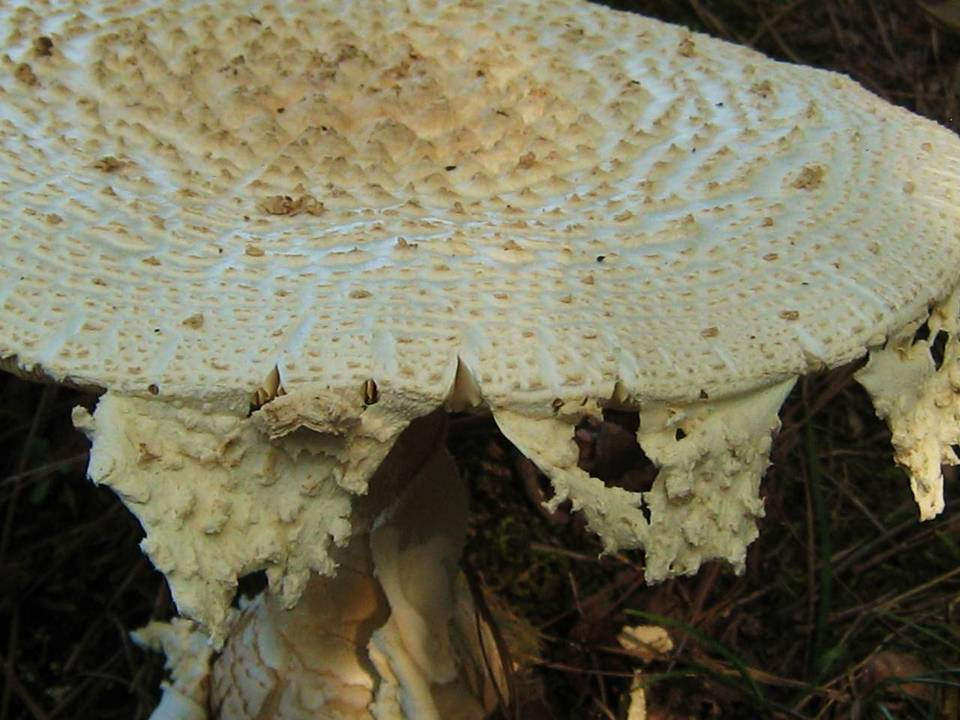
Cuticule échinulée (Amanita daucipes)
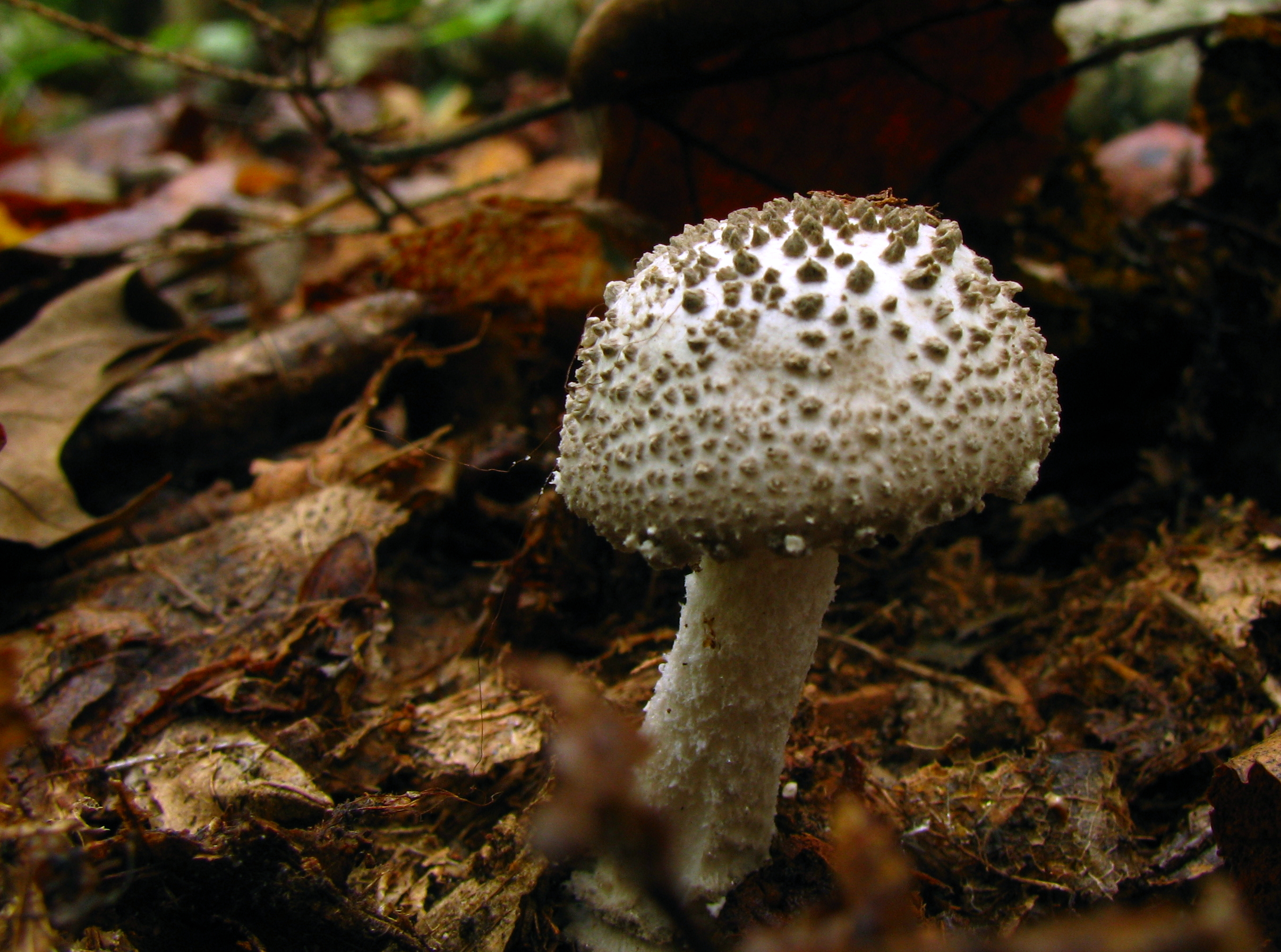
Cuticule échinulée (Amanita onusta)
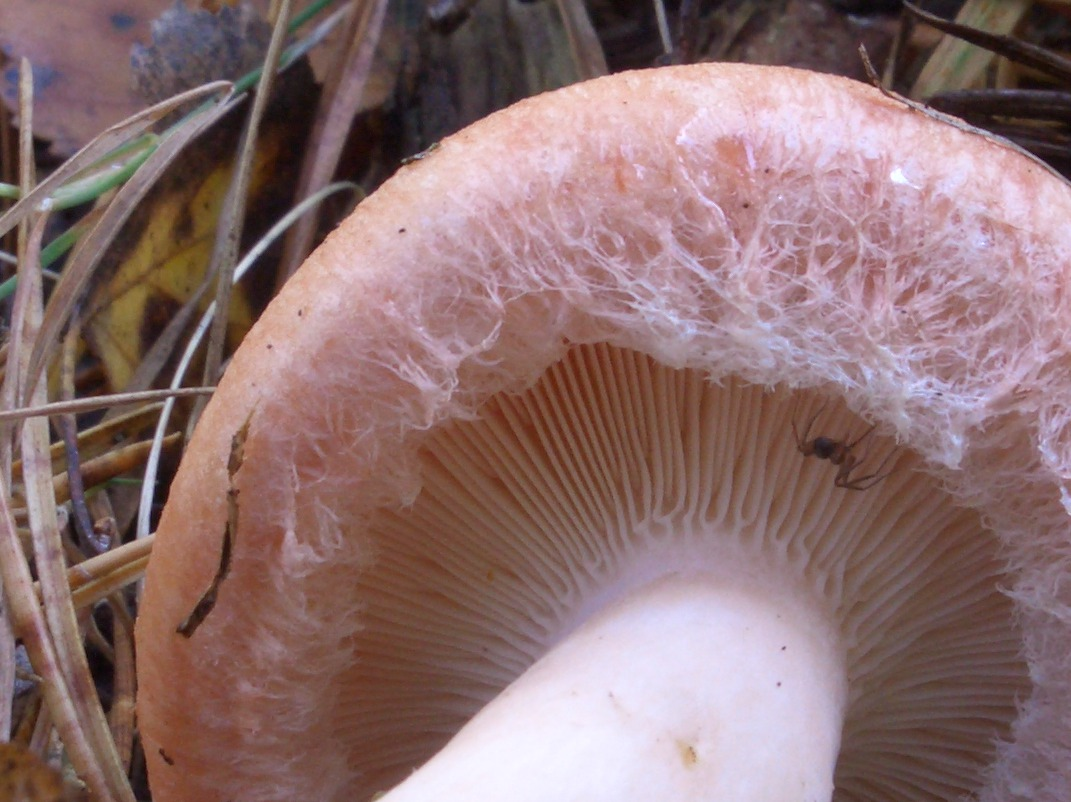
Cuticule fibrilleuse (Lactarius torminosus)
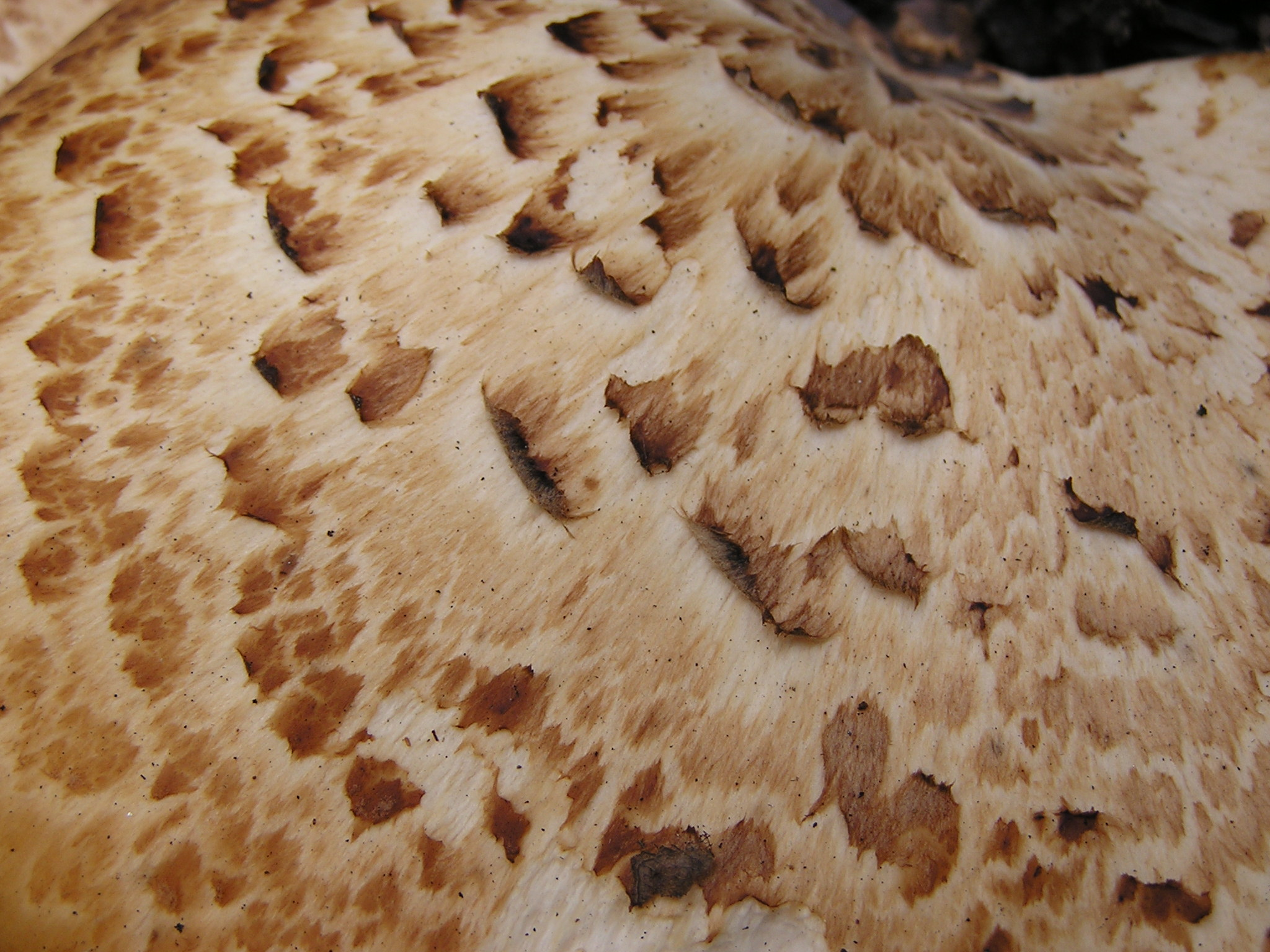
Cuticule squameuse (Polyporus squamosus)
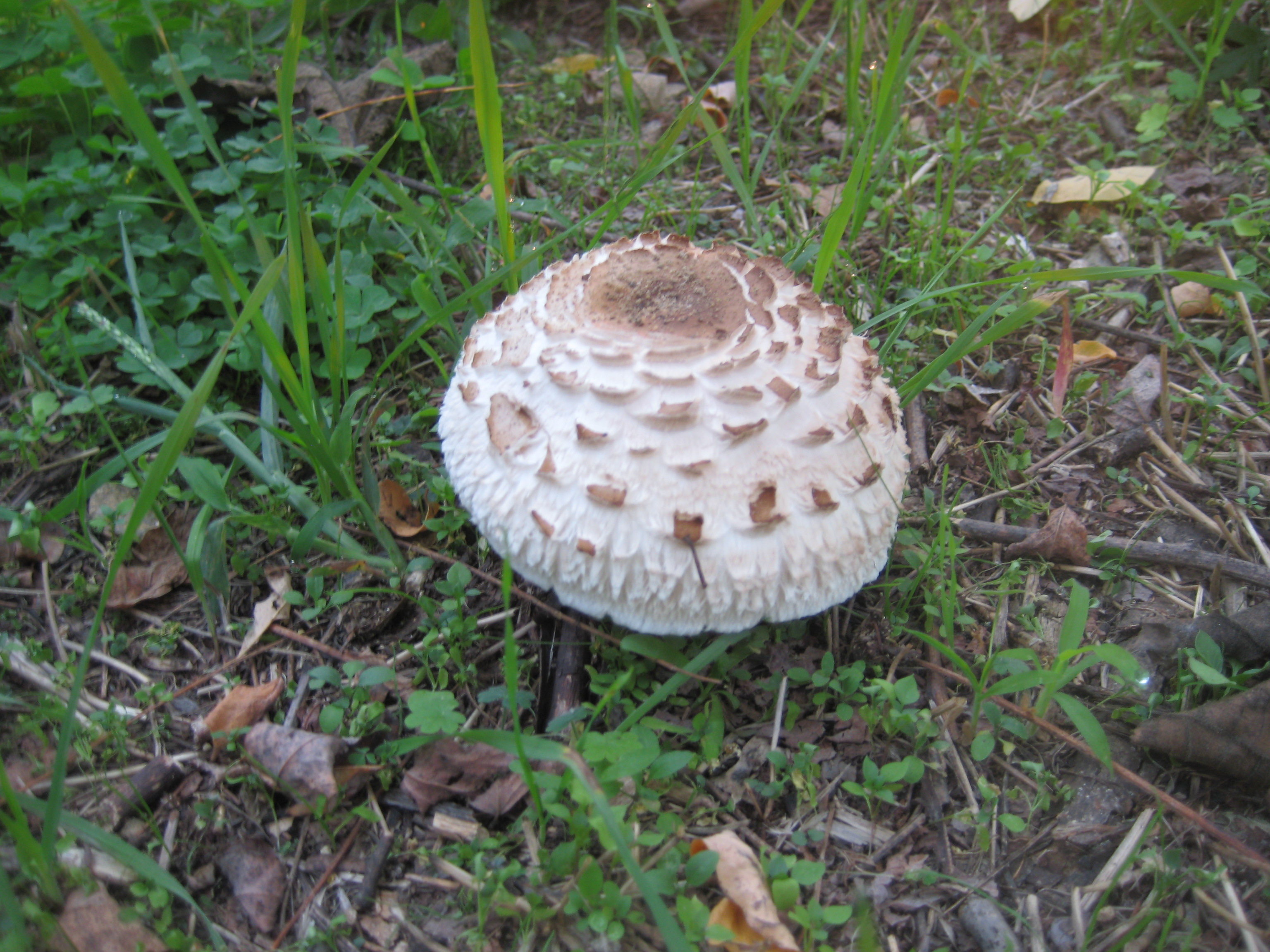
Cuticule excoriée (Macrolepiota excoriata)
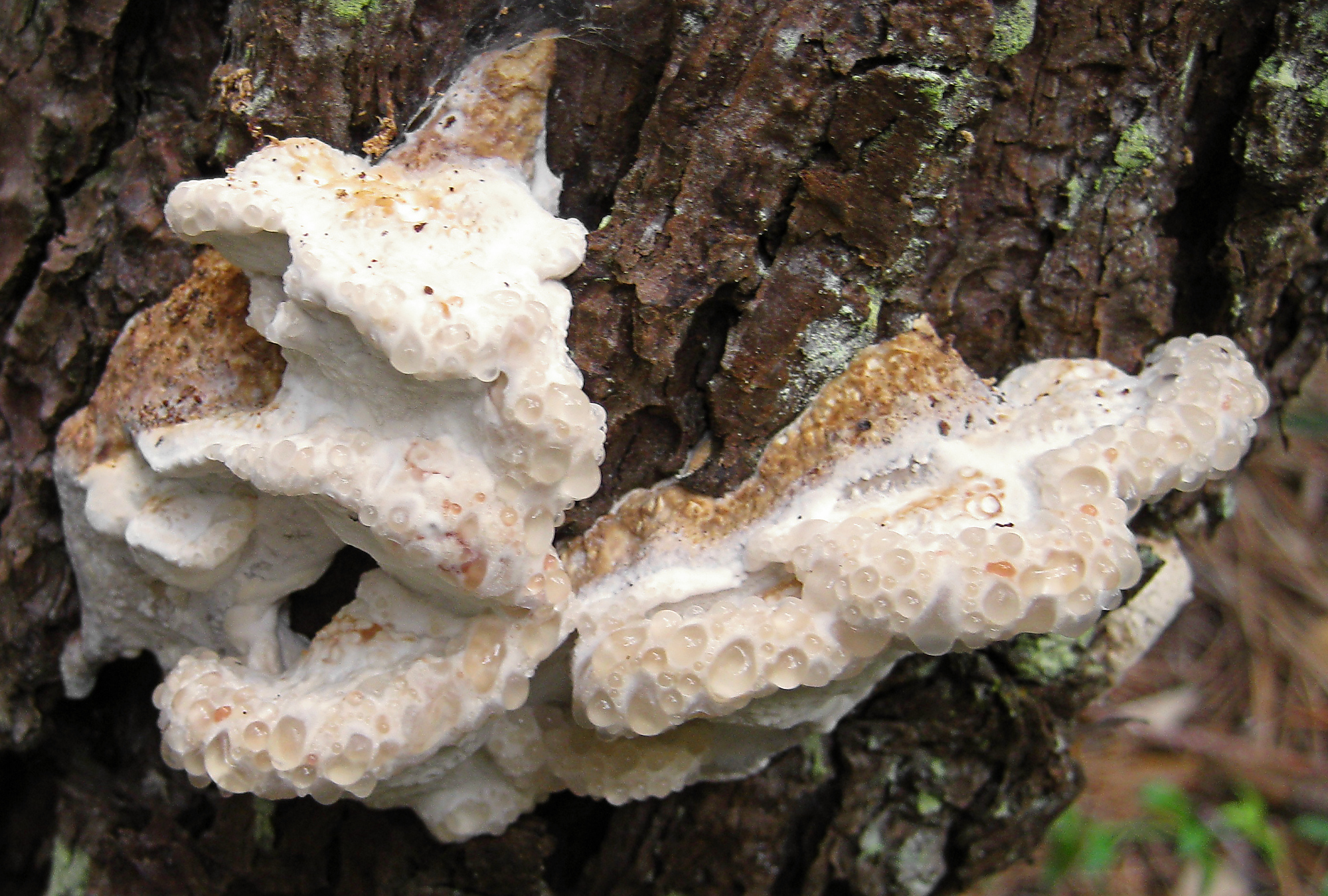
Cuticule guttulée (Oligoporus guttulatus)
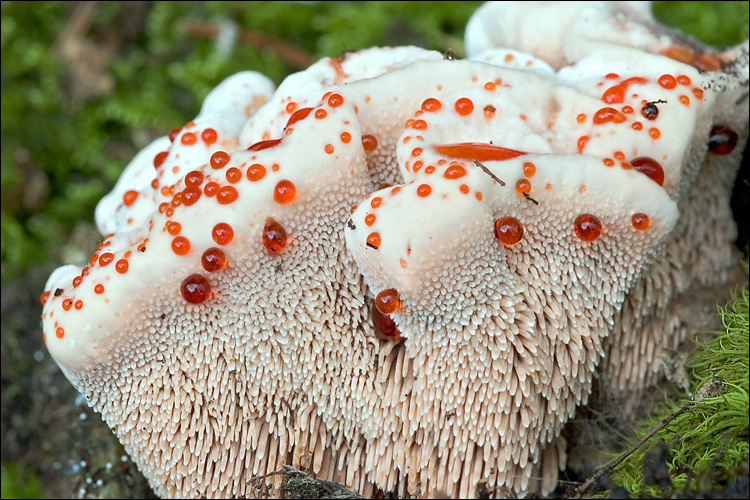
Cuticule guttulée (Hydnellum ferrugineum)
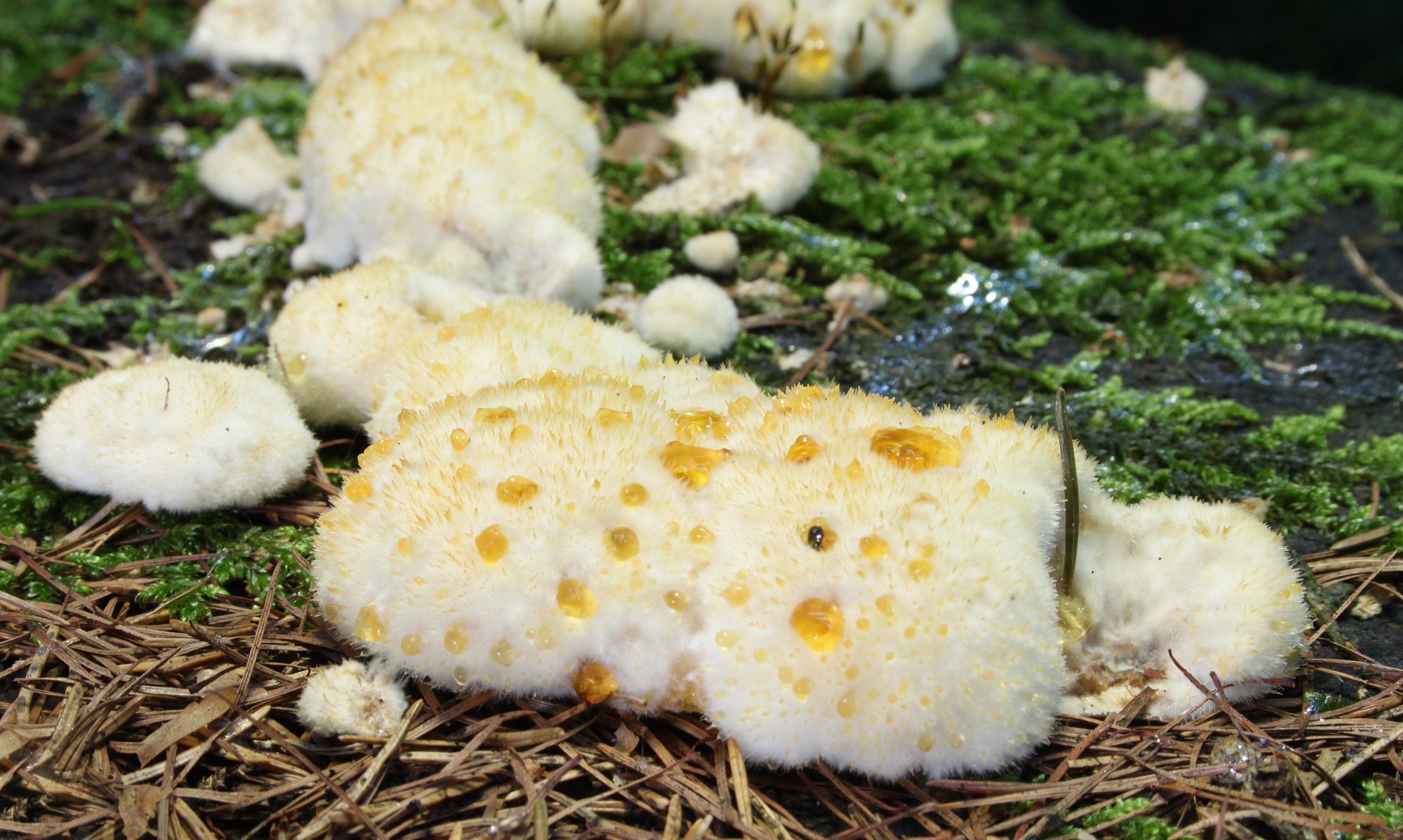
Cuticule duveteuse et guttulée (Ptychogaster fuliginoides)
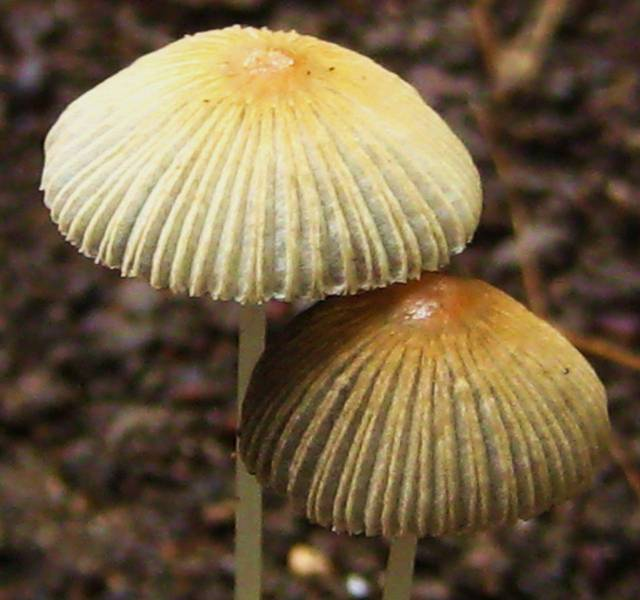
Cuticule pectinée (Parasola sp.)
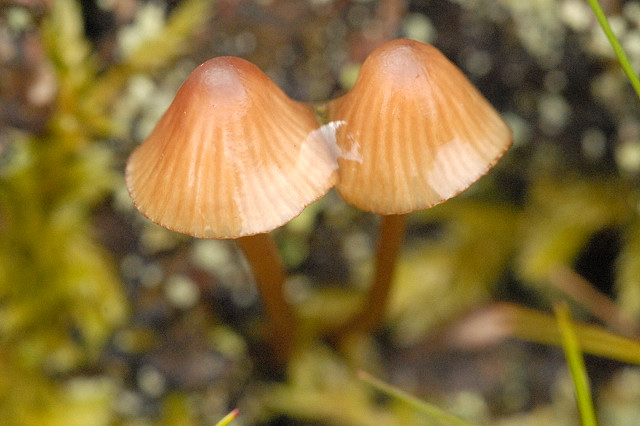
Cuticule pectinée (Mycena capillaripes)
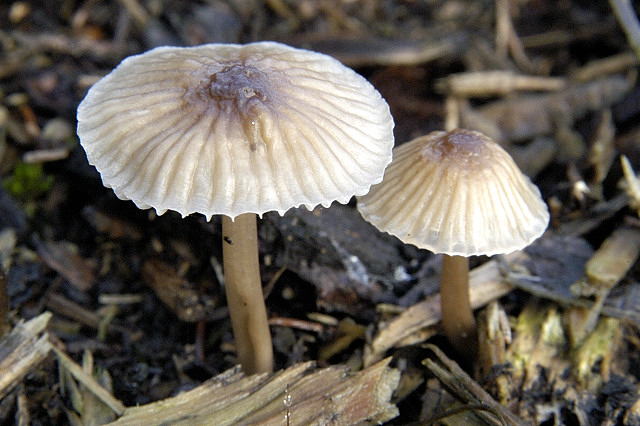
Cuticule pectinée et marge cannelée (Mycena rubromarginata)

### Couleur
La cuticule et la chair de l'hyménophore peuvent être concolores, c'est-à-dire de la même couleur, ou de couleurs différentes.
La cuticule peut présenter une teinte uniforme ou se modifiant du centre vers la marge du chapeau, elle est alors dite bicolore. Ce caractère est typique de certaines espèces des genres Amanita et Lepista.

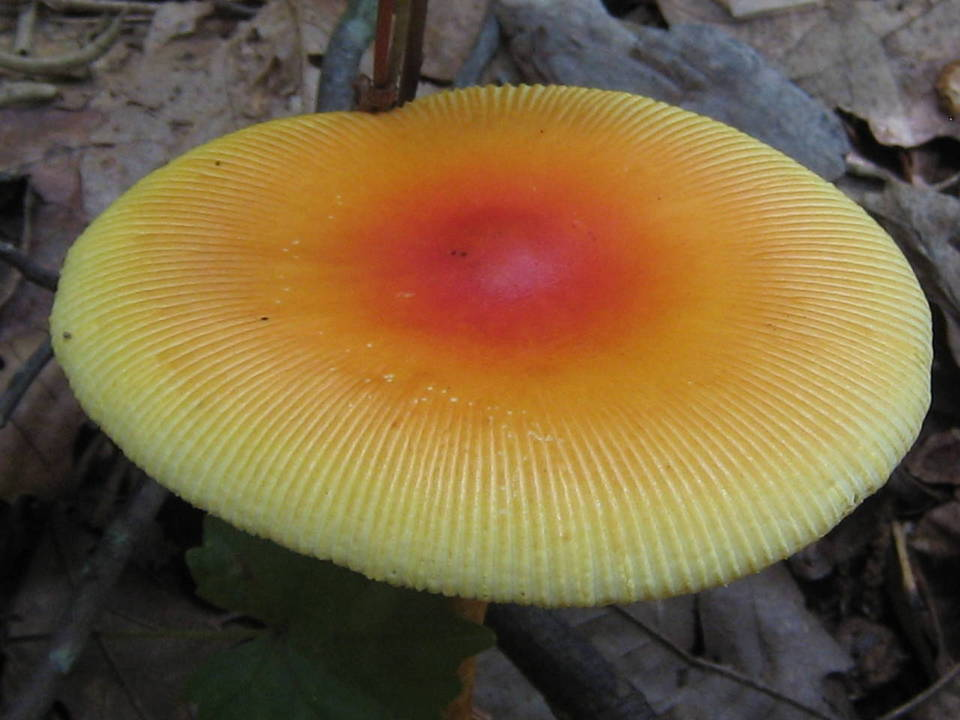
Cuticule bicolore et marge pectinée (Amanita jacksonii)
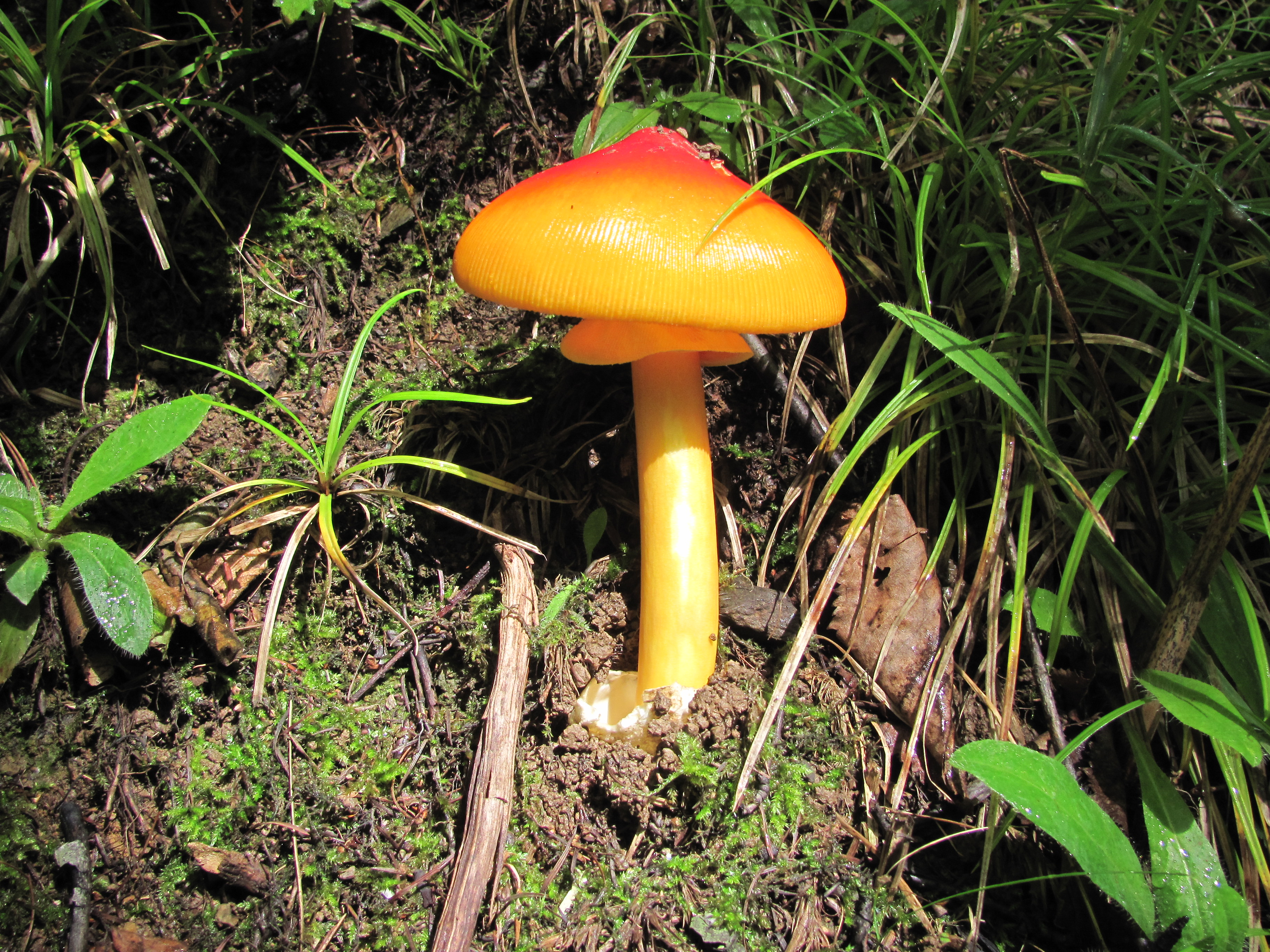
Cuticule bicolore (Amanita caesarea)
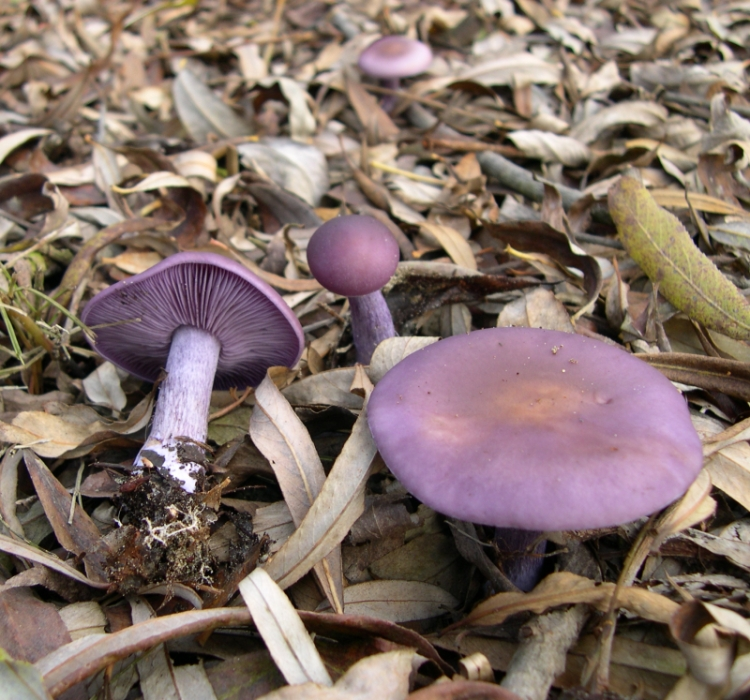
Cuticule bicolore (Lepista nuda)